# The Fleetwoods
The Fleetwoods sono stati un trio vocale statunitense attivo dalla fine degli anni '50 e composto da due voci femminili ed una maschile, specializzato nel canto a cappella e con un repertorio prevalentemente pop e doo-wop.
Fondato nei tardi anni '50 ad Olympia (Washington), negli Stati Uniti, ebbe una certa notorietà nei primi anni '60, prima dell'avvento della musica beat. Nel breve periodo di attività fu campione di incassi con due dischi singoli: Come Softly to Me, che raggiunse la prima posizione nella classifica generale di Billboard per quattro settimane, e Mr. Blue, piazzatisi entrambi al primo posto delle classifiche statunitensi del 1959 e venendo premiati con un disco d'oro.
Il singolo Come Softly to Me originariamente doveva intitolarsi Come Softly ma venne cambiato appena prima di essere stampato; così come in corsa venne cambiato il nome del gruppo, inizialmente denominato "Two Girls and a Guy".
I Fleetwoods furono inseriti nel 2005 nella Doo-wop Hall of Fame.

## Componenti
Componenti dei Fleetwoods erano:
- Gary Troxel (nato il 28 novembre 1939 a Centralia, Washington)
- Gretchen Christopher (nata il 29 febbraio 1940 ad Olympia, Washington)
- Barbara Ellis (nata il 20 febbraio 1940 ad Olympia, Washington)

## Carriera
I tre si conobbero quando frequentavano la high school di Olympia. Nelle incisioni discografiche usavano cantare a cappella e la loro voce veniva sovrincisa con un accompagnamento strumentale di musica latina prevalentemente prodotto da steel guitar e chitarre acustiche. Talvolta la sezione ritmica veniva arricchita con il tintinnare delle chiavi dell'auto di Troxel.
Come Softly to Me, scalate le classifiche pop, fu poi incisa anche da Frankie Vaughan and The Kaye Sisters (in questa versione il brano raggiunse i primi posti nel Regno Unito) e da Nick Kamen. La versione dei Fleetwoods fu invece utilizzata nel 1986 nel film Stand by Me - Ricordo di un'estate, girato nello stato di Washington (la canzone è udibile mentre viene trasmessa da una radio portatile).
Bob Reisdorf, proprietario della Dolphin Records (poi Dolton Records), fu il responsabile del cambio di nome del gruppo e del titolo del singolo di debutto. Partì dal presupposto che il nome iniziale del gruppo, "Two Girls and a Guy", traducibile in italiano con "Due ragazze ed un ragazzo", potesse avere poco fascino sotto l'aspetto del richiamo commerciale; per il medesimo motivo venne cambiato il titolo della canzone da Come Softly a Come Softly to Me. Il nuovo nome, "The Fleetwoods", si basava su una serie di numeri telefonici dell'area in cui vivevano i tre componenti del gruppo, Fleetwood2-xxxx e Fleetwood7-xxxx.
I Fleetwoods continuarono a registrare dischi nei primi anni Sessanta, piazzando in classifica un notevole numero di brani. Il loro secondo singolo fu Mr. Blue, che pure raggiunse la prima posizione nelle classifiche dei brani pop. Altro successo da "primi dieci posti" fu nel 1961 il brano Tragedy. Minor successo (trentesimo posto) ebbe nello stesso anno il brano (He's) the Great Imposter, scritto da Jackie DeShannon e Sharon Sheeley (poi inserito nella colonna sonora del film-nostàlgia di George Lucas American Graffiti).
A causare lo scioglimento del gruppo fu, oltre all'arruolamento del cantante Troxel nella U.S. Navy, l'ondata della British Invasion, che a metà anni Sessanta contribuì a mutare il gusto del pubblico.

## Post carriera
Verso la fine degli anni Settanta, Troxel ha iniziato a lavorare in una fabbrica di legno compensato, ma negli anni Ottanta è tornato sulla scena musicale costituendo una nuova versione del gruppo storico, chiamata New Fleetwoods. La Ellis, ritiratasi dalle scene, si è stabilita in Canada per gestire un rimessaggio per caravan.
Christopher è diventata insegnante di danza moderna pur senza abbandonare la carriera musicale: ai concerti si presenta come "Gretchen Christopher dei Fleetwoods". Sia lei che Troxel continuano a tenere concerti pubblicando periodicamente nuovi dischi.

## Discografia

### Album (parziale)
- 1959: Mr. Blue
- 1960: The Fleetwoods
- 1961: Deep in a Dream
- 1961: Softly
- 1962: The Fleetwoods' Greatest Hits (compilation)
- 1963: The Fleetwoods Sing for Lovers by Night
- 1963: Goodnight My Love
- 1965: Before and After
- 1966: In a Mellow Mood
- 1975: The Very Best of The Fleetwoods (compilation)
- 1983: Buried Treasure (con materiale inedito)
- 1991: Greatest Hits (compilation)
- 2003: Greatest Hits (compilation)

### Singoli
| Anno | Titolo                            | Classifica Pop | Classifica R&B |
| ---- | --------------------------------- | -------------- | -------------- |
| 1959 | Come Softly to Me                 | #1             | #5             |
| 1959 | Mr. Blue                          | #1             | #3             |
| 1959 | Graduation's Here                 | #39            |                |
| 1959 | You Mean Everything to Me         | #84            |                |
| 1960 | Runaround                         | #23            |                |
| 1960 | Outside My Window                 | #28            |                |
| 1960 | The Last One to Know              | #96            |                |
| 1961 | Tragedy                           | #10            |                |
| 1961 | (He's) The Great Imposter         | #30            |                |
| 1962 | Lovers by Night, Strangers by Day | #36            |                |
| 1963 | Goodnight My Love                 | #32            |                |